# Palais du Ministre du Trésor

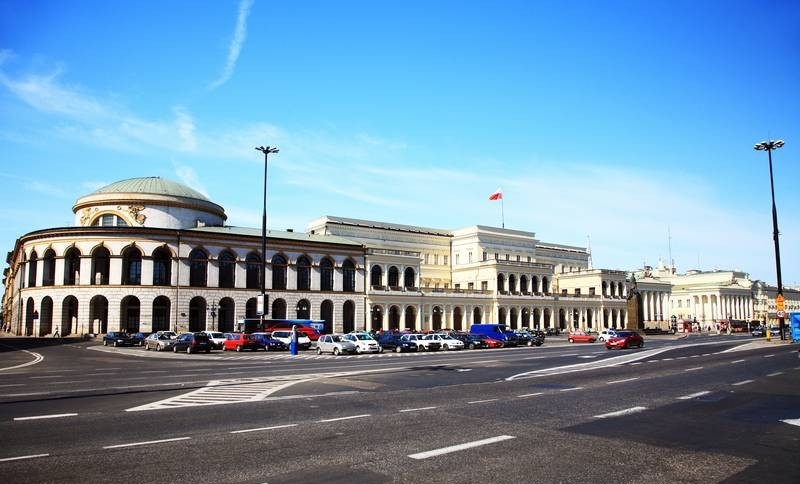
Le palais Renaissance conçu par Corazzi vu de l'autre côté de la Plac Bankowy

Le palais du ministre du Trésor (en polonais : Pałac Ministra Skarbu, également Pałac Ministrów), également appelé palais Wiśniowiecki, est situé Plac Bankowy à Varsovie. Aujourd'hui, il abrite le siège du conseil municipal de Varsovie et du maire de Varsovie. Le bâtiment est placé depuis le 1er juillet 1965 sous la protection des monuments.

## Histoire
Le bâtiment a été érigé entre 1825 et 1830 selon un plan de Corazzi dans le style de la Renaissance italienne. Avant cela se trouvait la résidence de la famille Wiśniowiecki et plus tard celle des Ogińskis, qui a été largement reconstruite. Le palais était destiné au ministre des Finances de l'époque pour la Pologne, Franciszek Ksawery Drucki-Lubecki, ainsi qu'à des hauts fonctionnaires ministériels. Les bâtiments voisins sont le Palais de la Commission gouvernementale des revenus et des finances ainsi que l'ancien bâtiment de la bourse et de la banque nationale de la ville de Varsovie. Toujours au XIXe siècle, le palais a été reconstruit et a ensuite abrité un lycée de filles. Sous la direction de Marian Lalewicz, le bâtiment a été rénové et repensé vers 1920 pour le ministère des Finances voisin. Le palais a été détruit pendant l' Insurrection de Varsovie. Reconstruit de 1950 à 1954 sous Piotr Biegański pour le Présidium du Conseil du peuple de la capitale Varsovie, il est actuellement le siège de l'administration de la ville de Varsovie (en polonais : Urzędu miasta stołecznego Warszawy). Un monument de Felix Dzerjinsky (conception : Zbigniew Dunajewski) érigé devant le palais en 1951 a de nouveau été retiré en 1989 après le changement politique. A la place du monument à Dzerjinsky, un monument au poète Juliusz Słowacki  a été dévoilé en 2001 sur la base d'un dessin d'Edward Wittig de 1932. Sur le portique du rez-de-chaussée se trouve une plaque commémorative à la mémoire de Corazzi (à l'occasion du 100e anniversaire de son décès le 26 avril 1977) et pour commémorer les délibérations du Club des Jacobins polonais tenues en 1794 au Palais Ogińskis.

## Architecture
Le palais a une structure unique à Varsovie et se caractérise par de grandes terrasses. Corazzi l'a conçue sur le modèle des villas de la Renaissance italienne. Il se compose d'un bâtiment central rectangulaire de trois étages à partir duquel une puissante projection centrale en gradins fait saillie jusqu'à la Place Bankowy. Une colonnade continue relie les façades des parties du bâtiment atteignant la place et ferme ainsi la cour. L'ensemble se caractérise par des proportions parfaites.

## Voir également
- Liste des palais de Varsovie

## Liens web
- Informations avec une illustration historique sur Warszawa1939.pl (en polonais)

## Littérature
- Julius A. Chroscicki et Andrzej Rottermund, Atlas architectural de Varsovie, 1. Edition, Arkady, Varsovie 1978, p.62
- Découvrez Małgorzata Danecka, Thorsten Hoppe, Varsovie. Visites à travers la capitale polonaise, Trescher Verlag,  (ISBN 978-3-89794-116-8), Berlin 2008, p. 128
- Tadeusz S. Jaroszewski, Palais et résidences à Varsovie, Éditions Interpress,  (ISBN 83-223-2049-3), Varsovie 1985, p.86 et suiv.
- Janina Rukowska, Guide de voyage Varsovie et ses environs, 3. Édition,  (ISBN 83-217-2380-2), Sport i Turystyka, Varsovie 1982, page 59